# The Princess Royal Range
The Princess Royal Range (englisch) ist ein Gebirge im Süden der Adelaide-Insel westlich der Antarktischen Halbinsel. Es erstreckt sich vom McCallum-Pass im Norden bis zum Kap Alexandra im Süden.
Teilnehmer der Vierten Französischen Antarktisexpedition (1903–1905) unter der Leitung des Polarforschers Jean-Baptiste Charcot kartierten es irrtümlich als Teil des Grahamlands. Der Falkland Islands Dependencies Survey nahm 1948 eine neuerliche Vermessung vor. Luftaufnahmen entstanden zwischen 1956 und 1957 bei der Falkland Islands and Dependencies Aerial Survey Expedition. Das UK Antarctic Place-Names Committee benannte es 2006 nach Anne, Princess Royal (* 1950), der einzigen Tochter der englischen Königin Elisabeth II.